# 布久拉康
布久拉康（藏語：བུ་ཆུ་གཟི་བྱིན་ལྷ་ཁང，威利转写：bu-chu gzi-byin lha-khang），又称“德尔吉拉康”，是位于中国西藏自治区林芝市巴宜区布久乡多当村的一座藏传佛教格鲁派寺院。

## 简介
布久拉康位于布久乡多当村，属于格鲁派。布久拉康始建于7世纪初，是吐蕃赞普松赞干布为镇压堪舆家所称的罗刹女右肘而创建。
布久拉康建成之后，曾经因战乱和自然灾害而遭破坏，数度被毁，又数度重建。布久拉康内，主供十一面观世音像。
2009年，布久拉康被公布为西藏自治区文物保护单位。